# Valergues
Valergues (okzitanisch Valèrgues) ist eine französische Gemeinde mit 2.173 Einwohnern (Stand: 1. Januar 2022) im Département Hérault in der Region Okzitanien. Sie gehört zum Arrondissement Montpellier und zum Kanton Mauguio. Die Einwohner werden Valerguois genannt.

## Geografie
Valergues liegt etwa zehn Kilometer ostnordöstlich von Montpellier am Bewässerungskanal Canal du Bas-Rhône Languedoc (auch Canal Philippe Lamour genannt). Umgeben wird Valergues von den Nachbargemeinden Saint-Geniès-des-Mourgues im Norden, Lunel-Viel im Osten, Lansargues im Süden sowie Saint-Brès im Nordwesten.
Durch die Gemeinde führt die Route nationale 113.

## Bevölkerungsentwicklung
| 1962 | 1968 | 1975 | 1982 | 1990 | 1999 | 2006 | 2017 |
| ---- | ---- | ---- | ---- | ---- | ---- | ---- | ---- |
| 336  | 390  | 411  | 575  | 936  | 1740 | 1931 | 2071 |

## Sehenswürdigkeiten

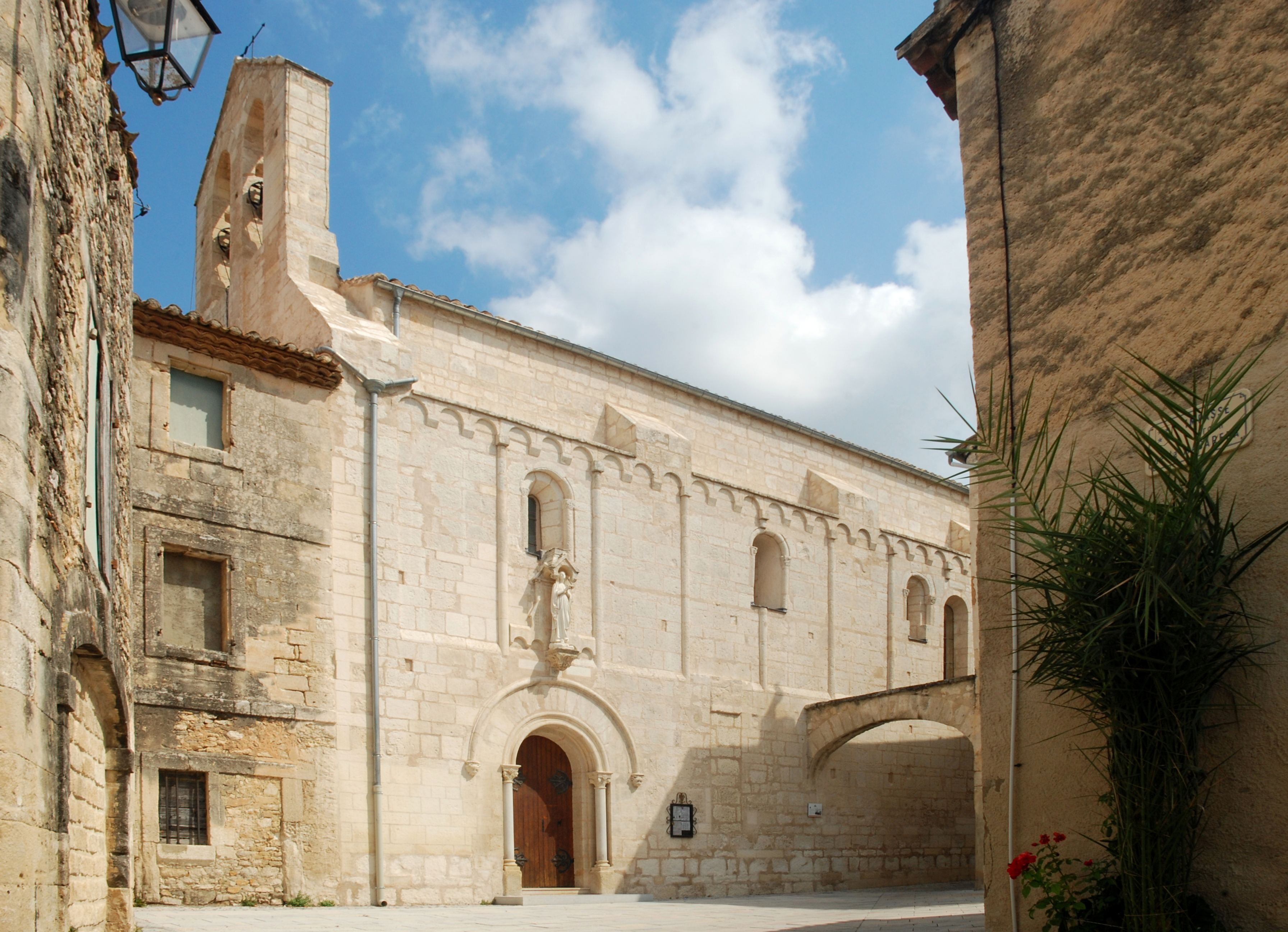
Kirche Sainte-Agathe

- Romanische Kirche Sainte-Agathe
- Uhrenturm aus dem Jahre 1897